# Washington L. Capps
Pour les articles homonymes, voir Capps.
Washington Lee Capps (31 janvier 1864 - 31 mai 1935) était un officier de la marine américaine (US Navy) qui a servi pendant la guerre hispano-américaine et la Première Guerre mondiale. Au cours des premières années du XXe siècle, il a été constructeur de la marine et chef du Bureau of Construction and Repair (Bureau de la construction et de la réparation), responsable de la construction navale.

## Biographie

### Jeunesse et début de carrière
Capps est né à Portsmouth, en Virginie, le 31 janvier 1864. Il est diplômé de l'Académie navale des États-Unis (United States Naval Academy) en 1884. Après avoir obtenu son diplôme, il a servi sur la frégate à hélice Tennessee pendant les deux années de service en mer alors habituelles avant de recevoir son brevet d'officier.
Après être devenu enseigne en 1886, Capps a étudié l'architecture navale à l'université de Glasgow, en Écosse. De retour aux États-Unis en 1888, il est nommé assistant constructeur naval. Il travaille brièvement au ministère de la Marine (United States Department of the Navy), puis est affecté au chantier naval de William Cramp and Sons à Philadelphie.
En 1889, Capps rejoint le chantier naval de New York (New York Navy Yard) et y reste jusqu'en 1892, date à laquelle il entre au Bureau de la construction et de la réparation (Bureau of Construction and Repair). Trois ans plus tard, il devient superintendant de la construction à l'Union Iron Works de San Francisco. Il y supervise la construction du Oregon (cuirassé n° 3), du Wisconsin (cuirassé n° 9), du Farragut (torpilleur n° 11), du Marietta (canonnière n° 15) et du Wheeling (canonnière n° 14).

### Guerre hispano-américaine et après
Attaché par la suite à l'état-major du commodore George Dewey, commandant de l'escadre asiatique (Asiatic Squadron), Capps est présent lors de la bataille de la baie de Manille. Après la prise de Manille, Capps fait récupérer et réparer trois des navires de guerre espagnols.
À son retour aux États-Unis, Capps passe deux ans au Bureau d'inspection et d'enquête (Board of Inspection and Survey). Il occupe ensuite le poste de chef du département de construction et de réparation du chantier naval de New York.

### Constructeur de la marine / Chef du Bureau de la construction et de la réparation
En 1903, Capps devient constructeur de la marine et chef du Bureau des constructions et des réparations, avec le grade de rear admiral (contre-amiral). Il occupe ce poste jusqu'en 1910.
Pendant son mandat de constructeur de la marine, le Bureau a testé et adopté de nombreuses idées nouvelles dans la conception des navires de guerre. Parmi ses innovations notables, on peut citer la décision de monter les batteries principales des cuirassés sur la ligne médiane, augmentant ainsi au maximum le poids de métal de leurs flancs.

### Autres activités antérieures à la Première Guerre mondiale
Capps a également fait partie d'un certain nombre de comités américains et internationaux créés dans le but, entre autres, d'améliorer l'organisation de la marine et d'adopter de nouvelles mesures de sécurité en mer afin d'éviter que ne se reproduisent des catastrophes telles que le naufrage du RMS Titanic en avril 1912.

### La Première Guerre mondiale et l'après-guerre
Pendant la Première Guerre mondiale, Capps est membre principal du Comité d'indemnisation de la marine (Comité d'indemnisation de la marine), qui supervise les coûts du programme élargi d'acquisition de navires de la marine. Il est également directeur général de la United States Shipping Board Merchant Fleet Corporation.
Contraint par sa mauvaise santé d'abandonner ces fonctions pendant un certain temps, Capps reprend son poste au sein du Compensation Board, devient le membre principal du Commission des réclamations de la guerre navale (Naval War Claims Board) et siège dans d'autres conseils et comités.
Bien que placé sur la liste des retraités à compter du 31 janvier 1928, Capps reste en service actif jusqu'au jour de sa mort à Washington, le 31 mai 1935. Il est enterré au cimetière national d'Arlington (Arlington National Cemetery).

## Hommage
Pendant la Seconde Guerre mondiale, la marine américaine (US Navy) a honoré le contre-amiral Capps en donnant son nom à deux navires : le destroyer USS Capps (DD-550), mis en service en 1942, et le transport de type P2-SE2-R1 USS Admiral W. L. Capps (AP-121), mis en service le 18 septembre 1944.

## Source
- (en) Cet article est partiellement ou en totalité issu de l’article de Wikipédia en anglais intitulé « Washington L. Capps » (voir la liste des auteurs).
- Cet article reprend le texte du Dictionary of American Naval Fighting Ships (Dictionnaire des navires de combat de la marine américaine), qui relève du domaine public.